# Îles Wakde
Les îles Wakde sont deux îles inhabitées appartenant à l'Indonésie, Insumuar (la plus grande) et  Insumanai (la plus petite), situées à environ 3 kilomètres au large de la Nouvelle-Guinée occidentale. 
Il ne faut pas les confondre avec l'atoll de Wake.
Occupées par les Japonais en 1942 qui y construisirent des aérodromes, elles furent par la suite le théâtre de la bataille de Wakde en mai 1944.